# Bos van La Houssière
Het Bos van La Houssière (Frans: bois de la Houssière) is een bos gelegen op de grens van de provincies Henegouwen en Waals-Brabant, grotendeels op het grondgebied van de gemeente 's-Gravenbrakel. Dit bos is (samen met het nabijgelegen Bois de Silly en het Bois d'Enghien) een overblijfsel van het grote Kolenwoud waar ook het Zoniënwoud bij Brussel een deel van was. Door houtkap en zandwinning werd het Bos van La Houssière gescheiden van het Zoniënwoud. Het is ongeveer 650 ha groot en is gelegen tussen de dorpen Henripont, Ronquières en Virginal-Samme. De naam van het bos verwijst naar een oude boerderij; genaamd La Houssière. Zowel de gemeente 's-Gravenbrakel, de provincie Waals-Brabant als het Waalse Gewest bezitten een deel van het Bos van La Houssière. Een ander deel is privé-eigendom. 
Het riviertje de Brainette ontspringt in het hoogste deel van het bos. Het Bos van La Houssière werd in 1940 geklasseerd om te verhinderen dat het voorgoed zou verdwijnen. Het is geklasseerd als 'Site de Grand Intérêt Biologique' (SGIB591) en als Natura 2000-gebied (BE32007). 
Het bos is vooral bekend door de Bende van Nijvel, die het als uitvalsbasis zou hebben gebruikt en er in ieder geval hun Volkswagen Golf GTI achterlieten na hem in brand gestoken te hebben.